# 小行星21746
小行星21746（21746 Carrieshaw）是一颗绕太阳运转的小行星，为主小行星带小行星。该小行星于1999年9月9日发现。

## 轨道参数
小行星21746的轨道半长轴为2.3048068 UA，离心率为0.109。